# Amyna trivenefica
Amyna trivenefica là một loài bướm đêm trong họ Noctuidae.